# 利瓦德
利瓦德是位於克羅埃西亞西北部伊斯特拉半島的一個城鎮。據2001年人口普查，利瓦德的人口有225人。利瓦德有溫泉療養地。